# Glycyphana rubromarginata
Glycyphana rubromarginata är en skalbaggsart som beskrevs av Mohnike 1873. Glycyphana rubromarginata ingår i släktet Glycyphana och familjen Cetoniidae. Utöver nominatformen finns också underarten G. r. pexata.